# 長弘
長 弘（ちょう ひろし、1923年2月8日 - 1977年5月5日）は、日本の俳優。本名は長正夫。初期の芸名は植村進。東京市芝区生まれ。

## 来歴
中央大学法学部在学中に学徒出陣で飛行将校となる。戦後は俳優を志し、片岡千恵蔵に弟子入りし、東横映画（のちの東映京都）に入社。芸名を植村進として、『八ツ墓村』（1951年）などに出演。
1955年に破門となり、日活に移籍。『風船』『逆光線』（1956年）出演後、芸名を長弘に改める。『地獄の罠』（1958年）『拳銃無頼帖 抜き打ちの竜』（1960年）『若い爪あと』（1962年）『姿なき拳銃魔』『肉体の門』（1964年）『東京流れ者』（1966年）『拳銃は俺のパスポート』『命しらずのあいつ』（1967年）『縄張はもらった』（1968年）『斬り込み』『怪談昇り竜』『反逆のメロディー』『野良猫ロック セックスハンター』（1970年）『関東幹部会』『流血の抗争』（1971年）などの日活アクションの悪役で活躍する。
1971年夏に日活は映画製作を中止。秋からはロマンポルノに転向。以後も日活に残り、『色暦女浮世絵師』（1971年）『花弁のしずく』『セックス・ハンター 濡れた標的』（1972年）『㊙女郎責め地獄』『戦争と人間・完結篇』（1973年）『あばよダチ公』（1974年）『性と愛のコリーダ』（1976年）などに出演。
1977年5月5日、心筋梗塞で死去。その前日まで『ホテル強制わいせつ事件 犯して!』（1977年）に出演していた。

## 出演
- 八ツ墓村（1951年、東映）
- 殴られた石松（1951年、新東宝）
- 美男お小姓 人斬り彦斎（1955年、日活）
- 母なき子（1955年、日活）
- 少年死刑囚（1955年、日活）
- 七つボタン（1955年、日活）
- 志津野一平 愛欲と銃弾（1955年、日活）
- あした来る人（1955年、日活）
- 青春をわれらに（1956年、日活）
- 志津野一平 浴槽の死美人（1956年、日活）
- 俺は犯人じゃない（1956年、日活）
- 逆光線（1956年、日活）
- 風船（1956年、日活）
- 地獄の札束（1956年、日活）
- 青い怒濤（1956年、日活）
- 暁の逃亡（1956年、日活）
- 泣け、日本国民 最後の戦闘機（1956年、日活）
- フランキー・ブーチャンのあゝ軍艦旗（1957年、日活）
- 海の野郎ども（1957年、日活）
- 狂った関係（1957年、日活）
- 肉体の悪夢（1957年、日活）
- 燃える肉体（1957年、日活）
- 反逆者（1957年、日活）
- 裸身の聖女（1958年、日活）
- 未練の波止場（1958年、日活）
- 乳房と銃弾（1958年、日活）
- 東京のバスガール（1958年、日活）
- 都会の怒号（1958年、日活）
- 地獄の罠（1958年、日活）
- 太陽をぶち落せ（1958年、日活）
- 獣のいる街（1958年、日活）
- 紅の翼（1958年、日活）
- 血の岸壁（1958年、日活）
- 俺は情婦を殺す（1958年、日活）
- 影なき声（1958年、日活）
- 暗黒街の美女（1958年、日活）
- 悪魔の爪痕（1958年、日活）
- チャンチキおけさ（1958年、日活）
- 危険な群像（1958年、日活）
- 網走番外地（1959年、日活）
- 非情な銃弾（1959年、日活）
- 逃亡者（1959年、日活）
- 東京警部（1959年、日活）
- 天と地を駈ける男（1959年、日活）
- 昼下りの暴力（1959年、日活）
- 単車で飛ばそう（1959年、日活）
- 傷つける野獣（1959年、日活）
- 事件記者 姿なき狙撃者（1959年、日活）
- 銀座旋風児（1959年、日活）
- 街が眠る時（1959年、日活）
- 0番街の狼（1959年、日活）
- 竜巻小僧（1960年、日活）
- 野郎! 地獄へ行け（1960年、日活）
- 摩天楼の男（1960年、日活）
- 爆破命令（1960年、日活）
- 白い閃光（1960年、日活）
- 闘牛に賭ける男（1960年、日活）
- 今夜の恋に生きるんだ（1960年、日活）
- 都会の空の用心棒（1960年、日活）
- 拳銃無頼帖 抜き射ちの竜（1960年、日活）
- 拳銃無頼帖 電光石火の男（1960年、日活）
- 刑事物語 東京の迷路（1960年、日活）
- 刑事物語 殺人者を挙げろ（1960年、日活）
- 刑事物語 灰色の暴走（1960年、日活）
- 13号待避線より その護送車を狙え（1960年、日活）
- 一匹狼（1960年、日活）
- 英雄候補生（1960年、日活）
- 俺は欺されない（1960年、日活）
- 俺は流れ星（1960年、日活）
- 嵐を突っ切るジェット機（1961年、日活）
- 無鉄砲大将（1961年、日活）
- 北上夜曲（1961年、日活）
- 大平原の男（1961年、日活）
- 七人の挑戦者（1961年、日活）
- 三つの竜の刺青（1961年、日活）
- 機動捜査班 秘密会員章（1961年、日活）
- 機動捜査班 都会の牙（1961年、日活）
- 機動捜査班 東京危険地帯（1961年、日活）
- 機動捜査班 暴力（1961年、日活）
- 闇に流れる口笛（1961年、日活）
- 俺は地獄へ行く（1961年、日活）
- 百万弗を叩き出せ（1961年、日活）
- 二階堂卓也銀座無頼帖 帰ってきた旋風児（1962年、日活）
- 惜別の歌（1962年、日活）
- 若者に夢あり（1962年、日活）
- 天使と野郎ども（1962年、日活）
- 若い爪あと（1962年、日活）
- 事件記者 拳銃貸します（1962年、日活）
- 事件記者 影なき侵入者（1962年、日活）
- 拳銃は淋しい男の歌さ（1962年、日活）
- 機動捜査班 無法地帯（1962年、日活）
- 花の歳月（1962年、日活）
- 横を向いた青春（1962年、日活）
- 俺に賭けた奴ら（1962年、日活）
- 歌う暴れん坊（1962年、日活）
- 青い山脈（1963年、日活）
- 波止場の賭博師（1963年、日活）
- 探偵事務所23 銭と女に弱い男（1963年、日活）
- 風が呼んでる旋風児 銀座無頼帖（1963年、日活）
- 地獄の祭典（1963年、日活）
- 遊侠無頼（1963年、日活）
- 続男の紋章（1963年、日活）
- 灼熱の椅子（1963年、日活）
- 腰抜けガン・ファイター（1963年、日活）
- 午前零時の出獄（1963年、日活）
- 空の下遠い夢（1963年、日活）
- 夕陽の丘（1964年、日活）
- 肉体の門（1964年、日活）
- 鉄火場破り（1964年、日活）
- 早射ちジョー 砂丘の決斗（1964年、日活）
- 姿なき拳銃魔（1964年、日活）
- 殺られてたまるか（1964年、日活）
- 間諜中野学校 国籍のない男たち（1964年、日活）
- 俺たちの血が許さない（1964年、日活）
- ギター抱えたひとり旅（1964年、日活）
- 野郎に国境はない（1965年、日活）
- 夜霧の脱出（1965年、日活）
- 命しらずのろくでなし（1965年、日活）
- 日本列島（1965年、日活）
- 賭場の牝猫（1965年、日活）
- 賭場の牝猫 素肌の壷振り（1965年、日活）
- 大日本殺し屋伝（1965年、日活）
- 城取り（1965年、石原プロモーション）
- 春婦傅（1965年、日活）
- 刺青一代（1965年、日活）
- 三匹の野良犬（1965年、日活）
- 怪盗X 首のない男（1965年、日活）
- 悪太郎伝 悪い星の下でも（1965年、日活）
- マカオの竜（1965年、日活）
- 放浪のうた（1966年、日活）
- 河内カルメン（1966年、日活）
- 涙くんさよなら（1966年、日活）
- 東京流れ者（1966年、日活）
- 賭場の牝猫 捨身の勝負（1966年、日活）
- 私、違っているかしら（1966年、日活）
- 殺るかやられるか（1966年、日活）
- アジア秘密警察（1966年、日活）
- けんかえれじい（1966年、日活）
- 夕陽が泣いている（1967年、日活）
- 夜霧よ今夜も有難う（1967年、日活）
- 命しらずのあいつ（1967年、日活）
- 反逆（1967年、日活）
- 爆弾男といわれるあいつ（1967年、日活）
- 東京市街戦（1967年、日活）
- 七人の野獣（1967年、日活）
- 錆びたペンダント（1967年、日活）
- 殺しの烙印（1967年、日活）
- 拳銃は俺のパスポート（1967年、日活）
- 嵐の果し状（1968年、日活）
- 忘れるものか（1968年、日活）
- 縄張はもらった（1968年、日活）
- 鮮血の賭場（1968年、日活）
- ザ・スパイダースの大進撃（1968年、日活）
- 無頼 黒匕首（1968年、日活）
- 野獣を消せ（1969年、日活）

- あらくれ（1969年、日活）
- 昇り竜やわ肌開帳（1969年、日活）
- 喧嘩博徒 地獄の花道（1969年、日活）
- 戦争と人間 第一部 運命の序曲（1970年、日活）
- 怪談昇り竜（1970年、日活）
- 斬り込み（1970年、日活）
- 反逆のメロディー（1970年、日活）
- ネオン警察 女は夜の匂い（1970年、ダイニチ映配）
- 野良猫ロック セックスハンター（1970年、日活）
- 女の意地（1971年、日活）
- 三人の女 夜の蝶（1971年、日活）
- 関東幹部会（1971年、日活）
- 流血の抗争（1971年、日活）
- 色暦女浮世絵師（1971年、日活）
- 盛り場 流れ花（1972年、日活）
- 情炎お七恋唄（1972年、日活）
- 花弁のしずく（1972年、日活）
- 艶説女侠伝 お万乱れ肌（1972年、日活）
- エロスの誘惑（1972年、日活）
- らしゃめんお万 雨のオランダ坂（1972年、日活）
- セックス・ハンター 濡れた標的（1972年、日活）
- 人妻 残り火（1973年、日活）
- 昭和おんなみち 裸性門（1973年、日活）
- 熟れすぎた乳房 人妻（1973年、日活）
- 狂棲時代（1973年、日活）
- (秘)女郎責め地獄（1973年、日活）
- 戦争と人間 第三部 完結篇（1973年、日活）
- (秘)極楽紅弁天（1973年、日活）
- 宵待草（1974年、日活）
- すけばん刑事 ダーティ・マリー（1974年、日活）
- くノ一淫法 百花卍がらみ（1974年、日活）
- あばよダチ公（1974年、日活）
- OL日記 ちぎれた愛欲（1974年、日活）
- 白い牝猫 真昼のエクスタシー（1975年、日活）
- 大人のオモチャ ダッチワイフ・レポート（1975年、日活）
- 続実録おんな鑑別所（1975年、日活）
- レスビアンの女王 続・桐かおる（1975年、日活）
- ホステス情報 潮ふき三姉妹（1975年、日活）
- OL日記 猥褻な関係（1975年、日活）
- 嗚呼!!花の応援団（1976年、日活）
- 犯される（1976年、日活）
- 絶頂の女（1976年、日活）
- 新・実録おんな鑑別所 恋獄（1976年、日活）
- 女高生(性)白書 肉体収容所（1976年、日活）
- 国際線スチュワーデス 官能飛行（1976年、日活）
- 江戸川乱歩猟奇館 屋根裏の散歩者（1976年、日活）
- 花芯の刺青 熟れた壷（1976年、日活）
- 淫乱な関係（1976年、日活）
- あるコールガールの証言 露出（1976年、日活）
- あの感じ（1976年、日活）
- 悶絶!!どんでん返し（1977年、日活）
- 不連続殺人事件（1977年、タツミキカク=ATG）
- 発禁本「美人乱舞」より　責める!（1977年、日活）
- 性と愛のコリーダ（1977年、日活）
- ホテル強制わいせつ事件 犯して!（1977年、日活）